# هرمون مضاد
الهرمون المضاد (بالإنجليزية: counterregulatory hormone)‏ هو هرمون يعارض أو يعاكس عمل هرمون آخر.

## سكر الدم
يعمل هرمون الجلوكاجون، الأدرينالين، النورأدرينالين، الكورتيزول وهرمون النمو عكس عمل هرمون الأنسولين المسؤول عن خفض مستويات السكر في الدم حيث تعمل هذه الهرمونات المضادة على رفع مستويات السكر في الدم عن طريق تحفيز عملية تحلل الجليكوجين إلى جلوكوز، تكوين الجلوكوز وتحفيز عمليات الهدم الآخرى. في الأشخاص الأصحاء تلعب الهرمونات السابقة دورًا مهمًا في الحد من انخفاض سكر الدم حيث ترتفع مستوياتها في حالات انخفاض سكر الدم.على سبيل المثال يتم مواجهة الانخفاض في سكر الدم الناتج عن التمرين من خلال زيادة مستويات هرمون الأدرينالين، النورادرينالين، الكورتيزول وهرمون النمو. يعتمد ارتفاع تركيزات هذه الهرمونات في الدم على الجهد المبذول في التمرين ومدته كذالك معدل امتصاص الجلوكوز من قبل العضلات الهيكلية المتقلصة.

## ضغط الدم
تعاكس الببتيدات المدره للصوديوم عمل هرمون الرينين، الأنجيوتنسين والألدوستيرون التي ترفع ضغط الدم.

## الجهاز التناسلي
في الجهاز التناسلي يعمل الإنهيبين والفوليستاتين على تثبيط الهرمون المنبه للجريب الذي يُفرز من الغدة النخامية، وبالتالي هذا يمنع الحويصلات في المبيض من النمو والنضج إلى بويضة.

## وصلات خارجية
- "Sweet talk in the brain: glucosensing, neural networks, and hypoglycemic counterregulation". Front Neuroendocrinol. ج. 31 ع. 1: 32–43. يناير 2010. DOI:10.1016/j.yfrne.2009.10.006. PMID:19836412. {{استشهاد بدورية محكمة}}: الوسيط غير المعروف |PMCID= تم تجاهله يقترح استخدام |pmc= (مساعدة)
- "Brain glucose sensing, counterregulation, and energy homeostasis". Physiology. ج. 22 ع. 4: 241–51. أغسطس 2007. DOI:10.1152/physiol.00010.2007. PMID:17699877. مؤرشف من الأصل في 2022-10-08.
- Gildea JJ (يناير 2009). "Dopamine and angiotensin as renal counterregulatory systems controlling sodium balance". Current Opinion in Nephrology and Hypertension. ج. 18 ع. 1: 28–32. DOI:10.1097/MNH.0b013e32831a9e0b. PMID:19077686. {{استشهاد بدورية محكمة}}: الوسيط غير المعروف |PMCID= تم تجاهله يقترح استخدام |pmc= (مساعدة)
- "The ANG-(1-7)/ACE2/mas axis in the regulation of nephron function". Am J Physiol Renal Physiol. ج. 298 ع. 6: F1297–305. يونيو 2010. DOI:10.1152/ajprenal.00110.2010. PMID:20375118. {{استشهاد بدورية محكمة}}: الوسيط غير المعروف |PMCID= تم تجاهله يقترح استخدام |pmc= (مساعدة)